# Mylabris hirtipennis
Mylabris hirtipennis là một loài bọ cánh cứng trong họ Meloidae. Loài này được Raffray miêu tả khoa học năm 1873.